# بينا ريكوردز
بينا ريكوردز هي شركة تسجيل بورتوريكية أسسها رافائيل أنطونيو بينا نيفيس في عام 1996.  إنها أشهر و أنجح شركة تسجيل في صناعة موسيقى الريغيتون نظرًا لتاريخها الطويل وفنانيها. حاليًا ، تدير بينا ريكوردز دادي يانكي وراكيم و كين واي وناتي ناتاشا وبلان بي.

## روابط خارجية
- الموقع الرسمي